# Hodenhagen
Hodenhagen é um município da Alemanha localizado no distrito de Heidekreis, estado da Baixa Saxônia.
É membro e sede do Samtgemeinde de Ahlden.

## Esportes
É a cidade sede do clube de futebol Sport Verein Grün-Weiß Hodenhagen.